# ایکس‌ایکس‌وای (فیلم)
ایکس ایکس وای ، نام فیلمی به تهیه‌کنندگی خوزه ماریا مورالس و کارلا پلیگرا و به کارگردانی لوئیس پوئنسو است.